# Admetula gittenbergeri
Admetula gittenbergeri là một loài ốc biển, là động vật thân mềm chân bụng sống ở biển thuộc họ Cancellariidae.

## Phân bố
Loài này phân bố ở Đại Tây Dương dọc theo [[Mauritan